# 釜山交通公団2000系電車
釜山交通公団2000系電車（プサンこうつうこうだん2000けいでんしゃ）は、1997年から2002年にかけて製造された、釜山交通公団の通勤形電車である。2006年1月1日の同公団廃止に伴い、釜山交通公社に継承された。2号線用の車両である。

## 概要
車体はSTS304軽量ステンレスを使っている。台車は1次支持部にゴム、2次支持部に空気ばねを使うボルスター方式の台車を採用した。 主制御装置はアルストム社製のGTO素子を使うVVVFインバータである。一部編成は現代ロテムで製作した2レベルIGBTをベースとしたのIPMモジュールを使うVVVFインバータに更新済みである。ATP/ATOを使ってATCの機能を有し、無人運転も可能である。

### 制御装置
製造当初は201-252編成全てがGECアルストム製のGTO素子VVVFインバーターであったが、一部の編成を対象に機器更新工事が実施され、201 - 219編成と221編成の主制御装置は現代ロテムのIPMモジュールVVVFインバータ(日立OEM)に、253 - 256編成は、タウォンシス製のIGBT素子2レベル1C4MのVVVFインバーター制御に更新された。

## 次車分類

### 1次車（201～228編成）
韓進重工業で製作され、1997～1998年、初期区間（西面駅 - 湖浦駅）開通の際に導入されたグループ。優先席が設置され、すべての側面窓の上部が開閉可能である。車両番号表示が投入時は緑色文字になっていたが現在は黒色文字に変更された。内装の不燃化改造はSLS重工業で実施された。

### 2次車（229~256編成）
韓国鉄道車両で製作され、2001～2002年、延伸区間（萇山駅 - 西面駅）開通の時導入されたグループ。優先席側窓の上部は開閉可能であるが、残りの座席は側面窓が固定窓になっており開閉不可能である。車両番号表示が投入時から黒色文字になっている。内装の不燃化改造は現代ロテムで実施された。

### 3次車（新201～256編成）
老朽化した1次車と2次車の置き換えを目的に、2026年から2030年にかけて全56編成が製造される予定。

## 編成表
韓国鉄道車両および韓進重工業工場でそれぞれ車両をトレーラに載せて湖浦車両事業所まで陸送された。
現在はすべて6両編成だが、将来的に8両や最大10両編成まで延長することが可能である。
|          |        | ← 梁山萇山 → |              |              |              |              |              |
| 形式     | 形式   | 2000形 (Tc1) | 2100形 (M1)  | 2600形 (T1)  | 2700形 (M1)  | 2800形 (M2)  | 2900形 (Tc2) |
| 搭載機器 |        |              |              |              |              |              |              |
| 車両番号 | 前期車 | 2001 ： 2028 | 2101 ： 2128 | 2601 ： 2628 | 2701 ： 2728 | 2801 ： 2828 | 2901 ： 2928 |
| 車両番号 | 後期車 | 2029 ： 2056 | 2129 ： 2156 | 2629 ： 2656 | 2729 ： 2756 | 2829 ： 2856 | 2929 ： 2956 |

備考
- パンタグラフは、M1車（2100形、2700形）に2基搭載する。